# Tim Maddren
Timothy Maddren (Nueva Zelanda, 3 de marzo de 1984) es un músico neozelandés conocido como miembro del grupo musical infantil australiano Hi-5. Reemplazó a Nathan Foley en 2008. Dejó Hi-5 en enero de 2013 después de cuatro años. Su reemplazo fue Ainsley Melham. Maddren trabajó en Hi-5 en tres temporadas (135 episodios).

## Primeros años de vida
Maddren nació en Blenheim, Nueva Zelanda. Se crio en una familia de músicos y se le animó desde temprana edad a desarrollar sus habilidades interpretativas y de entretenimiento.  Toca la guitarra, el piano, la trompeta y la batería. Maddren es zurdo. En 2003, Maddren se mudó a Perth, Australia, para estudiar en la WAAPA (Academia de Artes Escénicas de Australia Occidental), donde se graduó en 2005.

## Carrera
Actuó en muchas producciones teatrales, incluyendo Fiddler on the Roof (2007), A Funny Thing Happened On The Way To The Forum, Chess, Les Miserables, Crazy For You, International Miners Emporium, Street Scene, Guys & Dolls, Little Shop of Horrores y My Fair Lady. En 2008 formó parte del elenco australiano original en la comedia musical Altar Boyz interpretando el papel de Luke.
Los créditos televisivos incluyen Blue Water High interpretando el papel de invitado de Connor (ABC TV).
Maddren enseñó canto y actuación en el Ministerio de Danza, North Melbourne.
Se convirtió en parte del elenco de Hi-5 el 5 de enero de 2009. Maddren ha expresado que la mejor parte de Hi-5 es "ver todas las caras felices de los niños cuando estamos allí actuando frente a ellos". Dejó Hi-5 en enero de 2013 para perseguir otros intereses
Maddren tuvo una carrera paralela a Hi-5, actuando en The Addams Family, interpretando a Lucas Beineke.
Maddren actuó en el papel de Brad Majors en la gira australiana de The Rocky Horror Show.

## Filmografía
| Año  | Título                   | Papel    |
| ---- | ------------------------ | -------- |
| 2013 | Hi-5 Alguien Maravilloso | El mismo |

### Roles de Televisión
| Año       | Título | Papel    | Notas                       |
| --------- | ------ | -------- | --------------------------- |
| 2009-2011 | Hi-5   | El mismo | Temporada 11 a Temporada 13 |